# Calceolaria semiconnata
Calceolaria semiconnata är en toffelblomsväxtart som beskrevs av Francis Whittier Pennell. Calceolaria semiconnata ingår i släktet toffelblommor, och familjen toffelblomsväxter. Inga underarter finns listade i Catalogue of Life.